# Хвојњица (Мијава)
Хвојњица (слч. Chvojnica) насељено је мјесто са административним статусом сеоске општине (слч. obec) у округу Мијава, у Тренчинском крају, Словачка Република.

## Становништво
| Година:    | 1994. | 2004.   | 2014.  | 2024.   |
| ---------- | ----- | ------- | ------ | ------- |
| Број људи: | 428   | 400     | 362    | 329     |
| Разлика:   |       | -6,54 % | -9,5 % | -9,11 % |

| Година:    | 2023. | 2024.   |
| ---------- | ----- | ------- |
| Број људи: | 325   | 329     |
| Разлика:   |       | +1,23 % |

Према подацима о броју становника из 2024. године насеље је имало 329 становника.